# همه دروغ می‌گویند
همه دروغ می‌گویند اثر استیونز دیویدویتس، اثری در حوزه کلان داده‌است که با چند ترجمه مختلف به فارسی عرضه شده‌است.این کتاب (با نام انگلیسی EVERYBODY LIES) به عنوان پرفروش‌ترین کتاب نیورورک تایمز در سال ۲۰۱۷ معرفی شد.

## معرفی
کتاب همه دروغ می‌گویند اولین کتاب ست استیونز دیویدویتس کارشناس کلان داده (Big Data) و دانش‌آموخته رشته فلسفه و اقتصاد از دانشگاه‌های استنفورد و هاروارد است که در مدت کمی پس از انتشارش شهرت زیادی نصیب نویسنده‌اش کرد. در این کتاب به این نکته اشاره می‌شود که بسیاری از پرسشنامه‌ها، نظرسنجی‌ها و ورودی‌های مطالعات دانشگاهی، با اطلاعات و داده‌هایی تکمیل می‌شوند که واقعی نیستند. حرف اصلی این کتاب این یک جمله است: «ما به همه دروغ می‌گوییم به جز جستجوگر گوگل».

## نقد و بررسی
در نقد و بررسی این اثر نشست‌هایی برگزار شده است؛   از آن جمله  در بررسی این کتاب عنوان شده است که «این کتاب چهار کارکرد برای کلان داده‌ها ارائه می‌کند؛ اینکه هرلحظه داده جدیدی داریم و این امکان تحلیل را در لحظه به ما می‌دهد و نیز کلان داده‌ها این امکان را می‌دهند در تکه کوچکی از واقعیت تحلیل انجام دهیم و حتی نظرسنجی کنیم و اینکه همه جهان یک آزمایشگاه است. چهارمین کارکرد کلان داده‌ها و مهمترین حرف کتاب این است؛ چیزی که به دست می‌آوریم واقعیت وجود افراد است که هرچه را نمی‌توانند به خانواده بگویند به اینترنت می‌گویند.» 
همچنین محسن گودرزی، جامعه‌شناس و نویسنده مقدمه ترجمه کتاب «همه دروغ می‌گویند» وجود ویژگی‌های فرهنگ ایرانی تعارف و تمایل به حفظ ظاهر یکی از مخاطرات اعتبار شیوه نظرسنجی است که نتایج صحیح از نظرسنجی‌ها را با مشکل مواجه می‌سازد. اما شاید بتوان با ملاحظاتی از روش‌های مبتنی بر کلان‌داده‌های اینترنتی معرفی شده در این کتاب برای بررسی مسائل مختلف در جامعه ایران نیز بهره برد.
«همه دروغ می‌گویند» در واقع روشی کاملاً نوین برای مطالعه ذهن بشر پیشنهاد می‌دهد. این کتاب فراتر از رساله ای در اثبات یک مفهوم است. استیون پینکر در بخشی از مقدمه ای که برای این کتاب نوشته، می‌گوید: «با کشفیات ست استیونز- دیویدویتس بارها و بارها پیش فرض‌هایم دربارهٔ کشورم و نوع بشر دگرگون شد.
روزنامه اعتماد در بخش معرفی کتاب روز با معرفی این کتاب نوشت: خواندن این کتاب برای هر کسی ممکن است جذاب باشد، خصوصاً روزنامه نگاران و افرادی که فکر می‌کنند اینترنت حیات ما را متأثر کرده‌است.
«همه دروغ می‌گویند» یک عبارت سه کلمه ای است که می‌تواند افکار انسان را به صورت احساسی، پرسشی یا خبری بیان کند. اما آنچه در کتاب «همه دروغ می‌گویند» روایت می‌شود، فراتر از رساله ای در اثبات یک مفهوم است. این کتاب مخاطب را در روزگاری که به نظر می‌رسد کمتر چیزی قابل پیش‌بینی است، با مجموعه ای عظیم از داده‌ها به کشف واقعیت‌ها می‌برد.